# 库伦图天主堂
库伦图天主堂位于内蒙古自治区乌兰察布市四子王旗，已列为内蒙古自治区文物保护单位。

## 保护
2023年12月27日，库伦图天主堂由内蒙古自治区人民政府公布为第六批内蒙古自治区文物保护单位，编号6-3-16。